# Simmertal
Simmertal ist eine Ortsgemeinde im Landkreis Bad Kreuznach in Rheinland-Pfalz. Sie gehört der Verbandsgemeinde Kirner Land an. Simmertal ist ein staatlich anerkannter Erholungsort. Bis 1971 trug die Gemeinde den Namen Simmern unter Dhaun.

## Geographie
Simmertal liegt nahe der Einmündung des Simmerbachs (hiesig auch Kellenbach  genannt) in die Nahe (190 m ü. NHN), südlich des Soonwalds zwischen Hochstetten-Dhaun im Westen und Martinstein im Osten. Südlich der Gemeinde erhebt sich – auf der anderen Seite der Nahe – das Saar-Nahe-Bergland.
Zu Simmertal gehören auch die Wohnplätze Bergmühle, Campingplatz, Franzhof und Simmerhammer.

## Geschichte
Der Ort wird – ebenso wie Kirn und Rhaunen – schon 841 in einer Urkunde über Einzelbesitzungen des alten Reichsklosters Fulda als „Simera“ erwähnt. Der keltische Ursprung dieses Namens in der Bedeutung von „Wasser“ sowie Funde aus der Römerzeit sind Hinweise auf eine sehr alte Siedlungsgeschichte der „Simera“-Gemarkung.
Über Land und Leute dieser Großgemarkung verfügte seit dem Jahr 912 die Reichsabtei St. Maximin vor Trier, das diesen Fernbesitz von König Karl III. von Westfranken im gleichen Jahr bestätigt bekam. Von dieser Zeit an kommt „Simera“ (Symera) in den Königs- und Papsturkunden als grundherrschaftlicher Besitz der Reichsabtei St. Maximin regelmäßig vor. Mit der Darstellung des Reichsadlers in der vorderen Schildhälfte des Simmertaler Ortswappens ist die mittelalterliche Zugehörigkeit des Dorfes zu diesem Reichskloster symbolisiert.
Innerhalb der Grundherrschaft von St. Maximin lagen noch einige später untergegangene Siedlungen (z. B. Rechelnhusen, Niederau) und die im Spätmittelalter mit eigenen Gemarkungen ausgestatteten Dörfer Brauweiler, Horbach, Martinstein, Weitersborn sowie Gonratherhof. Zusammen bildeten diese Gemeinden ein Kirchspiel und eine Markgenossenschaft mit  gemeinsamer Nutzung von Wald, Wasser und Wiesen. „Simere“ war der Hauptort dieses Siedlungsverbandes, von dem aus auch die Nachbargemeinden kirchlich betreut wurden.
Keimzelle der sich allmählich zum Dorf entwickelnden Siedlung war der befestigte Fron- oder Herrenhof, das den Einheimischen als der „Kuhn’sche Hof“ bekannte Terrain hinter der 1730 neu erbauten evangelischen Kirche. Eine dem heiligen Maximin geweihte Vorgänger-Kirche wurde bereits 1140 urkundlich erwähnt.
Um 1200 umfasste Simmern zwölf, im Jahr 1484 25 Bauernhöfe. Um 1600 gab es dann schon 69 abgabenpflichtige Haushaltungen, die infolge einer Pestwelle und des Dreißigjährigen Krieges jedoch auf elf „Hausgesäß“ im Jahr 1644 reduziert wurden.
Mit der Gerichts- und Verwaltungshoheit innerhalb des Banns Simmern waren von der Reichsabtei St. Maximin ursprünglich die Wildgrafen von Dhaun belehnt. Dieses zeitliche Ämterlehen ging in der Folgezeit in ein Erblehen über, das die späteren Wild- und Rheingrafen durch Ministeriale (Amtmänner) ausüben ließen. Der alte Siedlungsname „Simere“ wurde zu „Dhaunisch Simere“ und schließlich zu „Simmern unter Dhaun“, womit die landesherrschaftliche Zuordnung des Ortes gekennzeichnet war. Die Darstellung des Dhauner Löwen in der hinteren Schildhälfte des Simmertaler Ortswappens erinnert an diese Zugehörigkeit des Dorfes zum wild- und rheingräflichen Amt Dhaun bis zum Ende des 18. Jahrhunderts.
1794 wurde das Linke Rheinufer während des Ersten Koalitionskrieges besetzt, 1798 wurde das Gebiet von der französischen Direktorialregierung nach französischem Vorbild reorganisiert. Das Dorf Simmern unter Dhaun wurde 1798 der neu gebildeten Mairie Monzingen im Kanton Sobernheim und dem Arrondissement Simmern im Rhein-Mosel-Département zugeordnet. Nach dem Ende der französischen Herrschaft im linksrheinischen Gebiet (1814) kam Simmern unter Dhaun 1816 zur Bürgermeisterei Monzingen (seit 1927 Amt Monzingen) im preußischen Kreis Kreuznach. Nach Auflösung des Amtes Monzingen kam Simmern unter Dhaun im Jahr 1970 zur Verbandsgemeinde Kirn-Land.
Die Gemeinde wurde am 1. Januar 1971 in „Simmertal“ umbenannt. Die alte Namensgebung blieb in der Bezeichnung der evangelischen Kirchengemeinde Simmern unter Dhaun erhalten. Die Kirchengemeinde schließt noch heute die Gemeinden der mittelalterlichen Banngrundherrschaft „Simera“ ein.
Bevölkerungsentwicklung
Die Entwicklung der Einwohnerzahl von Simmertal, die Werte von 1871 bis 1987 beruhen auf Volkszählungen:

Einwohnerentwicklung von Simmertal von 1815 bis 2017 nach nebenstehender Tabelle

| Jahr | Einwohner |
| ---- | --------- |
| 1815 | 396       |
| 1835 | 619       |
| 1871 | 643       |
| 1905 | 908       |
| 1939 | 921       |
| 1950 | 1.104     |
| 1961 | 1.273     |

| Jahr | Einwohner |
| ---- | --------- |
| 1970 | 1.352     |
| 1987 | 1.732     |
| 1997 | 2.041     |
| 2005 | 1.971     |
| 2011 | 1.840     |
| 2017 | 1.856     |
| 2022 | 1.900     |

## Politik

### Gemeinderat
Der Gemeinderat in Simmertal besteht aus 16 Ratsmitgliedern, die bei der Kommunalwahl am 9. Juni 2024 in einer personalisierten Verhältniswahl gewählt wurden, und dem ehrenamtlichen Ortsbürgermeister als Vorsitzendem.
Die Sitzverteilung im Gemeinderat:
| Wahl | SPD | FWG | Gesamt   |
| ---- | --- | --- | -------- |
| 2024 | 6   | 10  | 16 Sitze |
| 2019 | 7   | 9   | 16 Sitze |
| 2014 | 9   | 7   | 16 Sitze |
| 2009 | 7   | 9   | 16 Sitze |
| 2004 | 9   | 7   | 16 Sitze |

- FWG = Freie Wählergemeinschaft Simmertal e. V.

### Bürgermeister
Günter Klasson wurde 2025 vom Gemeinderat zum neuen Ortsbürgermeister von Simmertal gewählt.
Der Vorgänger Frank Nickel (SPD) wurde am 8. Juli 2024 Ortsbürgermeister. Bei der Direktwahl am 9. Juni 2024 war er als einziger Bewerber mit einem Stimmenanteil von 62,7 % für fünf Jahre gewählt worden. Frank Nickel trat jedoch bereits mit Wirkung zum 1. September 2024 aus persönlichen Gründen von seinem Amt als ehrenamtlicher Bürgermeister zurück. Bis zur Amtseinführung eines Nachfolgers wurden die Amtsgeschäfte daher vom Ersten Beigeordneten Helmut Hein fortgeführt.
Werner Speh (SPD) hatte am 21. März 2022 das Amt erneut übernommen. Er hatte das Amt bereits bis 2019 für zehn Jahre ausgeübt. Bei der durch die Amtsniederlegung der bisherigen Ortsbürgermeisterin ausgelösten Direktwahl am 28. November 2021 verfehlte zunächst der Erste Beigeordnete Jürgen Tatzke (FWG) als einziger Kandidat mit einem Stimmenanteil von 45,2 % die notwendige Mehrheit. Bei der Wiederholungswahl am 6. März 2022 wurde der frühere Ortsbürgermeister Werner Speh mit einem Stimmenanteil von 83,74 % gewählt. Werner Speh verstarb nach schwerer Krankheit am 1. Juni 2024 im Amt.
Christina Bleisinger (SPD) war von 2019 bis 2021 Ortsbürgermeisterin. Bei der Kommunalwahl am 26. Mai 2019 wurde sie mit einem Stimmenanteil von 61,19 % gewählt und wurde damit Nachfolgerin von Werner Speh. Am 30. August 2021 legte sie ihr Amt nieder. Als Grund dafür nannte sie fehlenden Rückhalt des Gemeinderates, während sie sich regelmäßigen „Spaziergängen“ der Querdenker gegen Corona-Maßnahmen entgegenstellte. Bleisinger sagte, dass zwei führende Politiker der Freien Wählergemeinschaft (FWG), der im Gemeinderat größten Fraktion, personelle Verbindungen zu den „Spaziergängen“ haben. Sie selbst wurde aufgrund ihrer Haltung massiv angefeindet, bedroht und diffamiert.

### Wappen
| Wappen von Simmertal | Blasonierung: „In goldenem, von blauen Wellenpfahl gespaltenem Schild vorne ein schwarzer, rotbewehrter, nach links schauender Adler, hinten ein roter, blaugezungter und bewehrter Löwe.“ |
| Wappen von Simmertal | Wappenbegründung: Das Wappen ist in Anlehnung an das für das Jahr 1568 belegte Wappen im Gerichtssiegel von Simmern gestaltet, das Adler und Löwe in dieser Zusammenstellung zeigt. Der Löwe verweist auf die ehemalige Zugehörigkeit zur Wild-Rheingrafschaft, der Wellenpfahl symbolisiert den Simmerbach. Der Gemeinderat beauftragte den Grafiker Brust, Kirn-Sulzbach, einen Entwurf für ein Gemeindewappen zu erarbeiten. In der Sitzung am 3. Februar 1971 nahm der Rat den vorgelegten Entwurf an. |

### Gemeindepartnerschaft
Seit 1988 besteht eine Gemeindepartnerschaft mit der französischen Gemeinde Oudon.

## Wirtschaft und Infrastruktur
In Simmertal gibt es einen Kindergarten und eine Grundschule. Der Ort ist unter anderem über die B 421, die hiesig auf die B 41 trifft, sowie über die Nahetalbahn Bingen–Saarbrücken zu erreichen. Über die zuerst genannte Bundesstraße ist in Richtung Nordwesten der Flughafen Frankfurt-Hahn angebunden.